# Podravska Moslavina
Podravska Moslavina (Hongaars: Monoszló; Servisch: Подравска Мославина) is een gemeente in de Kroatische provincie Osijek-Baranja.
Podravska Moslavina telt 1451 inwoners. De oppervlakte bedraagt 44 km², de bevolkingsdichtheid is 33 inwoners per km².
In het verleden kende de plaats een aanzienlijke Hongaarse bevolking, in 1910 was 12% van de inwoners Hongaarstalig.
Steden (gradovi): Osijek · Beli Manastir · Belišće · Donji Miholjac · Đakovo · Našice · Valpovo

Gemeenten (općine): Antunovac · Bilje · Bizovac · Čeminac · Čepin · Darda · Donja Motičina · Draž · Drenje · Đurđenovac · Erdut · Ernestinovo · Feričanci · Gorjani · Jagodnjak · Kneževi Vinogradi · Koška · Levanjska Varoš · Magadenovac · Marijanci · Petlovac · Petrijevci · Podgorač · Podravska Moslavina · Popovac · Punitovci · Satnica Đakovačka · Semeljci · Strizivojna · Šodolovci · Trnava · Viljevo · Viškovci · Vladislavci · Vuka